# World Scout Moot
The World Scout Moot (moot är fornengelska och betyder 'möte') är ett läger för äldre scouter i åldrarna 18–26 år (roverscouter) från hela världen. Lägret hålls vart fjärde år, och organiseras av WOSM.
Tidigare hette lägret World Rover Moot, men namnet ändrades senare till World Moot, för att därefter få sitt nuvarande namn World Scout Moot.  World Scout Moot är en sammankomst som ursprungligen var för Senior- (senare benämning Utmanar-) och Roverscouter men som idag huvudsakligen riktar sig mot ledare. Världsjamboreen (World Scout Jamboree) är ett liknande arrangemang, också den organiserad av WOSM, för scouter i åldersgruppen 14–17 år.
Vid två tillfällen har Sverige stått som värd för ett World Scout Moot, dels World Scout Moot 1935 på Ingarö dels World Scout Moot 1996 på Ransbergs Herrgård.  
World Scout Moot 2008 skulle hållas i Moçambique, men flyttades fram till 2010 och hölls då på Rowallan Scout Centre utanför Nairobi i Kenya. 

## Moot i kronologisk ordning
- 1931 - Kandersteg, Schweiz
- 1935 - Ingarö , Sverige
- 1939 - Monzie, Skottland
- 1949 - Skjåk, Norge
- 1953 - Kandersteg, Schweiz
- 1957 - Sutton Coldfield, England
- 1961 - Melbourne, Australien
- 1990/91 Melbourne, Australien
- 1992 - Kandersteg, Schweiz
- 1996 - Ransbergs Herrgård, Sverige
- 2000 - Mexiko
- 2004 - Hualien, Taiwan
- 2010 - Nairobi, Kenya
- 2013 - Québec och Ontario, Kanada[1]
- 2017 - Island
- 2021 - Irland (Inställt)[2]
- 2025 - Portugal[3]